# Шамбри (Эна)
Шамбри́ (фр. Chambry) — коммуна во Франции, находится в регионе Пикардия. Департамент коммуны — Эна. Входит в состав кантона Лан-1. Округ коммуны — Лан.
Код INSEE коммуны — 02157.

## Население
Население коммуны на 2010 год составляло 718 человек.
| 1962 | 1968 | 1975 | 1982 | 1990 | 1999 | 2010 |
| ---- | ---- | ---- | ---- | ---- | ---- | ---- |
| 415  | 406  | 534  | 749  | 709  | 785  | 718  |

## Экономика
В 2010 году среди 453 человек трудоспособного возраста (15—64 лет) 307 были экономически активными, 146 — неактивными (показатель активности — 67,8 %, в 1999 году было 69,9 %). Из 307 активных жителей работали 272 человека (135 мужчин и 137 женщин), безработных было 35 (19 мужчин и 16 женщин). Среди 146 неактивных 30 человек были учениками или студентами, 78 — пенсионерами, 38 были неактивными по другим причинам.